# Ryan MacInnis
Ryan MacInnis, född 14 februari 1996, är en amerikansk-kanadensisk professionell ishockeyforward som är kontrakterad till Columbus Blue Jackets i National Hockey League (NHL) och spelar för Cleveland Monsters i American Hockey League (AHL). Han har tidigare spelat för Springfield Falcons och Tucson Roadrunners i AHL; Kitchener Rangers i Ontario Hockey League (OHL) och Team USA i United States Hockey League (USHL).
MacInnis draftades av Phoenix Coyotes i andra rundan i 2014 års draft som 43:e spelare totalt.
Han är son till backlegendaren Al MacInnis, som vann Stanley Cup, Conn Smythe Trophy och James Norris Memorial Trophy under sin 23-åriga NHL-karriär.

## Statistik
| 2011–2012  | St. Louis AAA Blues U16 | T1EHL      | 34  | 27 | 20  | 47  | 18  | —  | — | —  | —  | —  |
| 2012–2013  | Team USA                | USHL       | 41  | 8  | 6   | 14  | 6   | —  | — | —  | —  | —  |
|            | U.S. National U17 Team  |            | 52  | 15 | 10  | 25  | 6   | —  | — | —  | —  | —  |
|            | U.S. National U18 Team  |            | 7   | 0  | 2   | 2   | 0   | —  | — | —  | —  | —  |
| 2013–2014  | Kitchener Rangers       | OHL        | 66  | 16 | 21  | 37  | 18  | —  | — | —  | —  | —  |
| 2014–2015  | Kitchener Rangers       | OHL        | 67  | 25 | 37  | 62  | 28  | 6  | 3 | 5  | 8  | 6  |
| 2015–2016  | Kitchener Rangers       | OHL        | 59  | 38 | 43  | 81  | 49  | 9  | 5 | 8  | 13 | 8  |
|            | Springfield Falcons     | AHL        | 2   | 0  | 0   | 0   | 0   | —  | — | —  | —  | —  |
| 2016–2017  | Tucson Roadrunners      | AHL        | 68  | 8  | 9   | 17  | 50  | —  | — | —  | —  | —  |
| 2017–2018  | Tucson Roadrunners      | AHL        | 59  | 6  | 8   | 14  | 22  | —  | — | —  | —  | —  |
| 2018–2019  | Cleveland Monsters      | AHL        | 71  | 4  | 20  | 24  | 39  | 8  | 1 | 2  | 3  | 2  |
| 2019–2020  | Columbus Blue Jackets   | NHL        | 1   | 0  | 0   | 0   | 0   | —  | — | —  | —  | —  |
|            | Cleveland Monsters      | AHL        | 28  | 3  | 12  | 15  | 16  | —  | — | —  | —  | —  |
| NHL totalt | NHL totalt              | NHL totalt | 1   | 0  | 0   | 0   | 0   | —  | — | —  | —  | —  |
| AHL totalt | AHL totalt              | AHL totalt | 228 | 21 | 49  | 70  | 127 | 17 | 3 | 3  | 6  | 4  |
| OHL totalt | OHL totalt              | OHL totalt | 192 | 79 | 101 | 180 | 95  | 15 | 8 | 13 | 21 | 14 |

### Internationellt
| Källa: Uppdaterad: 2019-12-22 | Källa: Uppdaterad: 2019-12-22 | Källa: Uppdaterad: 2019-12-22 |         | Utv = Utvisningsminuter | Utv = Utvisningsminuter | Utv = Utvisningsminuter | Utv = Utvisningsminuter | Utv = Utvisningsminuter |
| År                            | Lag                           | Mästerskap                    | Matcher | Mål                     | Assists                 | Poäng                   | Utv                     |                         |
| ----------------------------- | ----------------------------- | ----------------------------- | ------- | ----------------------- | ----------------------- | ----------------------- | ----------------------- | ----------------------- |
| 2016                          | USA                           | JVM                           | 7       | 0                       | 3                       | 3                       | 2                       |                         |
| Junior totalt                 | Junior totalt                 | Junior totalt                 | 7       | 0                       | 3                       | 3                       | 2                       |                         |